# Таненберг (Саксонија)
Таненберг (њем. Tannenberg) општина је у њемачкој савезној држави Саксонија. Једно је од 69 општинских средишта округа Ерцгебирге. Према процјени из 2010. у општини је живјело 1.212 становника. Посједује регионалну шифру (AGS) 14521610.

## Географски и демографски подаци
Таненберг се налази у савезној држави Саксонија у округу Ерцгебирге. Општина се налази на надморској висини од 470–620 метара. Површина општине износи 7,9 km². У самом мјесту је, према процјени из 2010. године, живјело 1.212 становника. Просјечна густина становништва износи 153 становника/km².

## Међународна сарадња
| Мјесто   | Држава   | Врста сарадње | Од    |
| -------- | -------- | ------------- | ----- |
| Кецел    | Мађарска | пријатељство  | 1991. |
| Уречу    | Шпанија  | пријатељство  | 1991. |
|          | Тајван   | партнерство   | 1992. |
| Гуфидаун | Италија  | пријатељство  | 1991. |
| Извор    |          |               |       |